# Феміністська критика ЗМІ
Феміні́стська кри́тика ЗМІ — комплексний аналіз медіа як продукту та інституту інструментами феміністичної теорії.
З кінця 1960-х ЗМІ стали важливим компонентом фемтеорії. Дебати того часу фокусувались навколо трьох центральних тем: гендерні стереотипи, порнографія та ідеологія гендеру, а також торкались різних технологій конструювання гендеру, нав'язуючи значень «жіночому» та «чоловічому» за допомогою ЗМІ та масмедіа.
Основні напрямки сучасної феміністської критики ЗМІ акцентовані на гендерній специфіці таких іпостасей ЗМІ, як: соціальний інститут, спосіб виробництва, контент та сприйняття контенту авдиторією.
Феміністські дослідження аналізують, як ЗМІ підтримують стереотипні гендерні ролі, пояснюючи, як широкі аудиторії потрапляють під вплив їх сексистського змісту. Також доводять, що деякі телепрограми та медіа, зокрема, порнографічні, спонукають чоловіків на агресивні і насильницькі акти проти жінок. Треті використовують методи психоаналізу і теорії ідеології, досліджуючи, як ЗМІ сприяють поширенню в суспільстві домінантної ідеології. Цей напрямок розробляється в таких дослідницьких проєктах, як інтерпретативні дослідження медіа, етнографії аудиторій. Аудиторії при цьому слід розуміти не як пасивно приймаючих інформацію споживачів, але як виробників смислів сприйнятої інформації.
Предметна область феміністської критики ЗМІ виходить за межі контенту, до стосунків програми і глядача(-ки) в контексті культури. А. Кун називає такий контекстуальний підхід, заснований на семіотиці та феміністському психоаналізі, «робити видимим невидиме». Це феміністське прочитання інформації, яке виявляє способи конструювання «жінок» в кінообразах або наративній структурі, переносячи сюжет в конкретні соціальні практики владних стосунків, враховуючи умови виробництва програми та широкий соціальний контекст.
ЗМІ як соціальний інститут включає комплекс різних соціальних ролей, у тому числі глядача і виробника, адміністрацію телеканалу, сценариста. Як усталена і регулярна соціальна практика, санкціонована та підтримувана соціальними нормами, ЗМІ відіграє найважливішу роль у соціальній структурі сучасного суспільства, задовольняє потреби різних соціальних груп, і тому підпорядковується смакам глядачів. При цьому, очевидно, соціокультурний контекст практик вироблення продукції ЗМІ володіє гендерною специфікою.

## Проблематика
Гендерна структура виробництва продукції ЗМІ виражається в конкретних позиціях, завданнях, досвіді, цінностях, нагородах і оцінці жінок-творчинь масмедіа і аналізується на мікро-, мезо- і макрорівні, наприклад, у таких аспектах:
- служба у медіавиробництві — на яку роботу і як наймають жінок, а також як з ними поводяться, скільки платять;
- професіоналки в сфері масмедіа — як жінки працюють, як сприймають свою професійну роль, і як ця роль сприймається їх колегами-чоловіками;
- гендер та організація — інститут або факультет журналістики, кінознавства;
- орієнтація медіапродукції на жінок;
- гендер і економічний, соціальний та правовий контексти медіавиробництва.

## Методологія
Текстуальний аналіз гендеру в ЗМІ розвивається у двох напрямках: кількісний контент-аналіз і семіотика. У разі кількісного контент-аналізу досліджуються ролі, психологічні та фізичні якості жінок і чоловіків, репрезентовані (або уникнуті) в ЗМІ; насильство на екрані. При цьому формулюють ряд категорій, які передають проблеми дослідження, а потім відповідно до них класифікують зміст тексту. Типовий висновок феміністського контент-аналізу масмедіа: медіапродукція не відображає дійсну кількість жінок у світі і їх внесок у соціальний розвиток. Наприклад, Г. Тачмен на основі контент-аналізу стверджує, що нестача позитивних жіночих образів на телебаченні погіршує становище жінок на ринку праці.
Семіологія або семіотика, залучаючи якісні методи соціальних наук, методи філософії та лінгвістики, дозволяють виявити структуру значень, а не обмежуватися констатацією присутності або відсутності жінок в культурних репрезентаціях. Феміністський семіотичний аналіз розвивається в ширшу культурну критику, і аналітичні проблеми, які вирішуються в дослідженні медіарепрезентацій соціальної нерівності — це визначення, хто допускається, а хто витісняється на периферію соціальної прийнятності, а також питання про те, яким чином в репрезентаціях оформляються гендерні, расові і інші соціальні відмінності, як порівнюються між собою і характеризуються групи у відношенні одне до одного.
Психоаналітичний підхід у феміністській критиці ЗМІ належить до текстуального аналізу масмедіа і представлений насамперед статтею Лори Малві «Візуальне задоволення». Вплив підходу, запропонованого Малві, поширювався на дослідження телебачення, реклами, кіно та інших форм візуальної культури. Стаття Малві стала частиною політичного проєкту, націленого на руйнування гендерних задоволень класичного голлівудського кіно. Питання чоловічого і жіночого задоволення, проблеми видовищ і глядацької аудиторії обговорюються не тільки в рамках психоаналітичного підходу. Існує цілий ряд досліджень, присвячених тому, яким способом наративні і візуальні засоби допускають різні варіанти сприйняття текстів. Відмінності і сам факт цих відмінностей залежать від конкретних характеристик і розглянутих контекстів, а не тільки від психоаналітичної драми, вписаної в текст.
Такий розвиток аналітичних підходів призвів до переорієнтації досліджень, до аналізу реальних аудиторій, які опиняються в центрі сучасних феміністських проєктів дослідженні масмедія.